# هاتف ذو ميزات

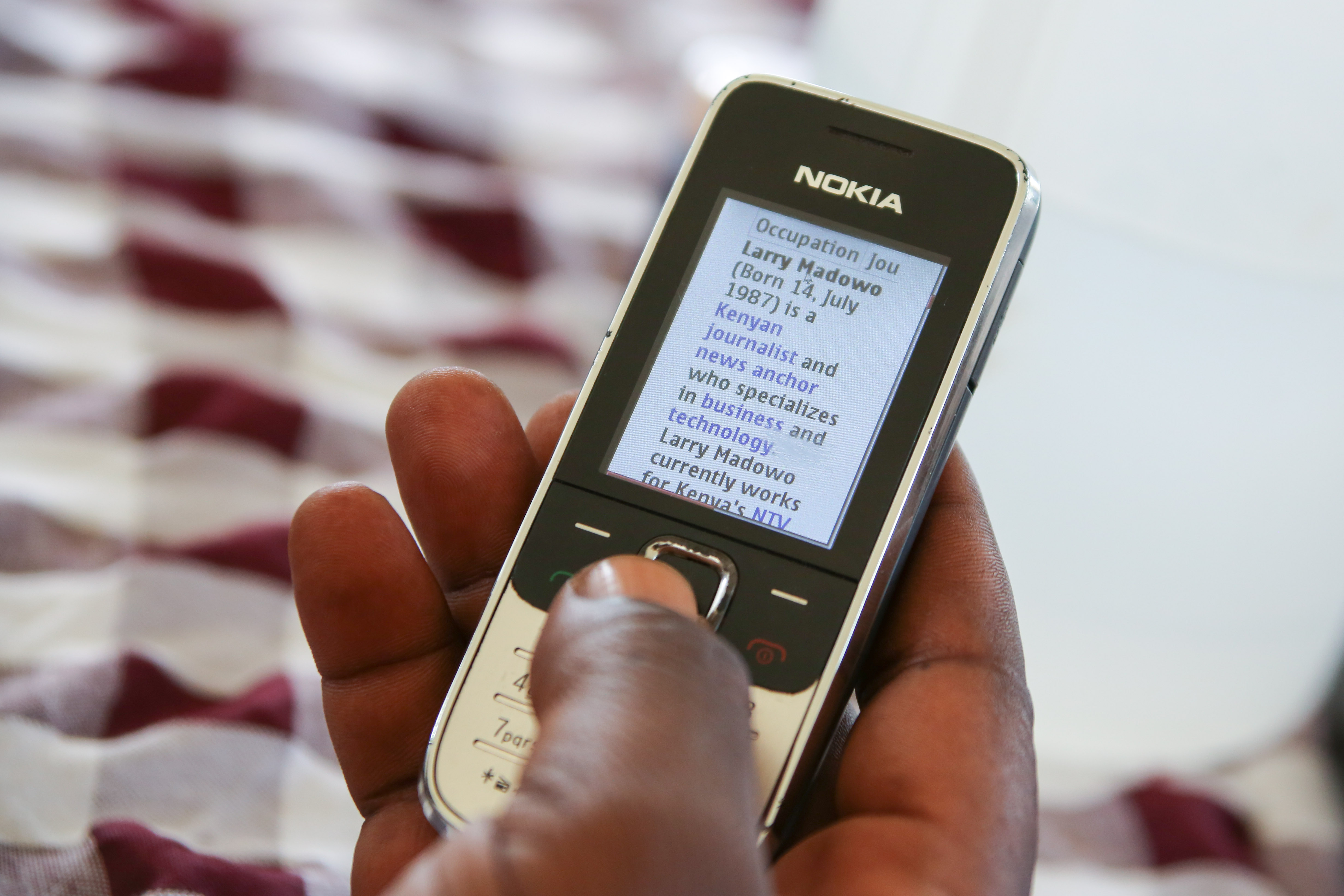
هاتف ذو ميزات

الهاتف المميز (بالإنجليزية: Feature phone) ويعني هاتف محمول يُقصد به للعملاء الذين يرغبون بأسعار معتدلة وهاتف متعدد الاستخدامات من دون حساب، هذا الهاتف يتطور الآن بشكل عالٍ أكثر من السابق، يُعد هذا الهاتف هاتفًا أعلى مستوى من الهواتف المحمولة وأقل مستوى من الهواتف الذكية.
في سوق الهواتف الذكية نجحتا سامسونج وأبل بينما تحطم البعض حتى الإفلاس، حاولَت نوكيا التطوُّر إلى سلسلة لوميا باستخدام نظام الويندوز فون كهاتف مميز.